# Zoltán Varga
Zoltán Varga (1. ledna 1945 Vál – 9. dubna 2010 Budapešť) byl maďarský fotbalista, útočník. Po skončení aktivní kariéry působil jako trenér.

## Fotbalová kariéra
S olympijskou reprezentací Maďarska získal zlaté medaile na Letních olympijských hrách 1964 v Tokiu, nastoupil v 1 utkání. S maďarskou reprezentací získal bronzovou medaili na mistrovství Evropy ve fotbale 1964, nastoupil v 1 utkání. Byl členem maďarské reprezentace na mistrovství světa ve fotbale 1966, ale v utkání nenastoupil. Během olympijských her v roce 1968 v Mexiku opustil před zápasem maďarský tým a nevrátil se do Maďarska. Za reprezentaci Maďarska nastoupil v letech 1964–1968 ve 12 utkáních a dal 2 góly. V maďarské lize hrál za tým Ferencváros. Za 8 sezón nastoupil ve 135 ligových utkáních, dal 53 gólů a získal 4 mistrovské tituly. Po emigraci byl hráčem belgického týmu Standard Liège, ale 2 roky nesměl hrát a za tým nikdy v lize nenastoupil. Po roce přestoupil do německého týmu Hertha BSC, první rok ještě nesměl hrát, v dalších dvou sezónách nastoupil v 37 utkáních a dal 9 gólů. Dále hrál ve Skotsku za Aberdeen FC, v Holandsku za Ajax Amsterdam, ve druhé německé bundeslize za Borussii Dortmund a FC Augsburg a ve druhé belgické lize za KAA Gent. V Poháru mistrů evropských zemí nastoupil v 6 utkáních a dal 3 góly a v Poháru UEFA nastoupil ve 33 utkáních a dal 9 gólů.

## Ligová bilance
| Ročník                                    | Zápasy | Góly | Klub              |
| ----------------------------------------- | ------ | ---- | ----------------- |
| 1. maďarská liga 1961/62                  | 2      | 0    | Ferencváros       |
| 1. maďarská liga 1962/63                  | 11     | 4    | Ferencváros       |
| 1. maďarská liga 1963                     | 4      | 0    | Ferencváros       |
| 1. maďarská liga 1964                     | 25     | 7    | Ferencváros       |
| 1. maďarská liga 1965                     | 22     | 6    | Ferencváros       |
| 1. maďarská liga 1966                     | 21     | 9    | Ferencváros       |
| 1. maďarská liga 1967                     | 30     | 15   | Ferencváros       |
| 1. maďarská liga 1968                     | 21     | 12   | Ferencváros       |
| Německá fotbalová Bundesliga 1970/1971    | 22     | 5    | Hertha BSC        |
| Německá fotbalová Bundesliga 1971/1972    | 12     | 4    | Hertha BSC        |
| Scottish Premiership 1972/1973            | 26     | 10   | Aberdeen FC       |
| 1. nizozemská liga 1973/1974              | 12     | 2    | Ajax Amsterdam    |
| 2. německá fotbalová Bundesliga 1974/1975 | 25     | 4    | Borussia Dortmund |
| 2. německá fotbalová Bundesliga 1975/1976 | 27     | 6    | Borussia Dortmund |
| 2. německá fotbalová Bundesliga 1975/1976 | 8      | 1    | FC Augsburg       |
| 2. belgická liga 1976/1977                | -      | -    | KAA Gent          |
| CELKEM 1. liga                            | 250    | 81   |                   |

## Trenérská kariéra
Jako trenér vedl německé kluby BV Brambauer, Preußen Münster a MTV Ingolstadt a maďarské týmy Ferencváros, Kispest Honvéd FC, Dunaferr SE, Diósgyöri VTK a Győri ETO FC.